# Mitja Janc
Mitja Janc (geboren am 5. April 2003 in Brežice) ist ein slowenischer Handballspieler. Er wird als mittlerer Rückraumspieler eingesetzt.

## Karriere

### Im Verein
Der jüngere Bruder des Handballspielers Blaž Janc spielte in seiner Jugend beim RK Sevnica. Im Jahr 2018 wechselte er in die Nachwuchsabteilung des slowenischen Rekordmeisters RK Celje und wurde ab der Saison 2020/21 auch in der ersten slowenischen Liga eingesetzt. Er trägt die Rückennummer 18. In der EHF Champions League 2020/21 gab er im September 2020 sein internationales Debüt im Gruppenspiel gegen Aalborg Håndbold. Nachdem Janc die ersten beiden Spieltage der Saison 2021/22 noch für Celje bestritten hatte, wechselte er bis zum Saisonende zum Ligakonkurrenten RK Maribor Branik, für den er in 22 Spielen 100 Tore erzielte. Mit Celje gewann er 2022 und 2023 die slowenische Meisterschaft sowie 2023 den slowenischen Pokal.
Seit der Saison 2024/25 läuft er für den polnischen Erstligisten Wisła Płock. Mit Płock gewann er 2025 die polnische Meisterschaft.

### In Auswahlmannschaften
Mit der Juniorenauswahl des slowenischen Handballverbands spielte er bei der U-19-Europameisterschaft 2021. Dort wurde er gemeinsam mit dem Schweden Elliot Stenmalm mit 61 Treffern Torschützenkönig sowie zusätzlich zum wertvollsten Spieler des Turniers gewählt. Bei der U-20-Europameisterschaft 2022 in Portugal wurde er mit 47 Treffern drittbester Torschütze. Bislang bestritt er sieben Länderspiele für die slowenische A-Nationalmannschaft, in denen er sieben Tor erzielte.